# Springer Science+Business Media
Springer Science+Business Media (tidligere: Springer-Verlag) er et tysk forlag, som kan føre sin historie tilbage til 1842, hvor den tyske boghandler Julius Springer åbnede egen boghandel i Berlin og samtidtigt startede en mindre forlagsvirksomhed. Forlaget voksede hurtigt til at blive Tysklands mest betydningsfulde forlag for videnskabelig litteratur, med publikationer af høj kvalitet, både hvad angår det faglige indhold og hvad angår kvalitet i det redaktionelle arbejde.
I dag har Springer-Verlag status som et af de førende internationale forlag for udgivelsen af videnskabelig litteratur og har kontorer i alle verdensdele.